# Giovanni Ricciardi (violoncelliste)
Pour les articles homonymes, voir Giovanni Ricciardi et Ricciardi.
Giovanni Ricciardi est un violoncelliste d'origine italienne. Il est né à Gênes, le 21 octobre 1968.

## Biographie
Il a joué à l'âge de six ans et est diplômé du Conservatorio Niccolò Paganini dans sa ville natale. La carrière solo l'amène à jouer avec de prestigieux orchestres symphoniques dans de nombreux théâtres à travers le monde à Berlin, aux Canaries, à Madrid, à San Paolo et Campinas au Brésil, en Russie, Espagne, Portugal, Iran et Bolivie.
Assistant de Michael Flaksman en tant que jeune garçon avec qui il a étudié et diffusé la technique d' Antonio Janigro
Il a remporté de nombreux concours dont le concours international pour la ville de Stresa, la compétition internationale pour le Premio Rovere d'Oro, le concours national pour instruments à cordes dans la ville de Gênes.
Il a enregistré plusieurs CD sur un très large répertoire allant de Bach  à  Vivaldi, Pergolesi, Debussy, Fauré, Schumann, Brahms. 
En 2015, il était un partisan et directeur musical de la première réunion de plus de 120 violoncellistes a Gênes un événement historique pour la ville[